# Tom Hindsby
Tom Hindsby es un deportista danés que compitió en remo. Ganó una medalla de bronce en el Campeonato Mundial de Remo de 1970, en la prueba de cuatro sin timonel.

## Palmarés internacional
| Campeonato Mundial | Campeonato Mundial      | Campeonato Mundial | Campeonato Mundial |
| Año                | Lugar                   | Medalla            | Prueba             |
| ------------------ | ----------------------- | ------------------ | ------------------ |
| 1970               | St. Catharines (Canadá) | Medalla de bronce  | Cuatro sin timonel |